# IC 4211
IC 4211 је двојна звијезда у сазвјежђу Ловачки пси која се налази на листи објеката дубоког неба у Индекс каталогу.
Деклинација објекта је + 37° 10' 37" а ректасцензија 13h 10m 56,4s.